# Catasticta notha
Catasticta notha är en fjärilsart som först beskrevs av Doubleday 1847.  Catasticta notha ingår i släktet Catasticta och familjen vitfjärilar. Inga underarter finns listade i Catalogue of Life.